# Маньковський Борис Микитович
Борис Микитович Маньковський (нар. 10 січня 1964, Київ) — український науковець-ендокринолог, член-кореспондент НАМН України, доктор медичних наук, професор, заслужений діяч науки і техніки України. Завідувач кафедри терапії, вік-асоційованих захворювань і діабетології Національної медичної академії післядипломної освіти ім. П. Л. Шупика. Директор Інституту геронтології імені Д. Ф. Чеботарьова НАМН України (з 2023).

## Біографічні відомості
Народився 10 січня 1964 року у місті Києві в династії відомих лікарів, яка налічує вже п'ять поколінь видатних науковців. Початок відомої лікарської династії був покладений в ХІХ ст. військовим лікарем Микитою Івановичем Маньковським, який мав звання дійсного статського радника і титул дворянина. З тих пір всі представники цього роду пов'язували своє життя з медициною. Батько Микита Борисович Маньковський був фундатором нейрогеронтологічного та нейрогеріатричного направлення в науці, доктор медичних наук, професором. Дідусь Борис Микитович Маньковський був вченим-невропатологом, доктор медичних наук, професором, членом Академії медичних наук СРСР, заслуженим діячем науки УРСР.
Виховуючись у сім'ї лікарів та оточений наукової атмосферою та цінностями, після закінчення середньої школи з впевненістю вступає в медичний навчальний заклад. У 1986 році закінчує з відзнакою Київський медичний інститут за спеціальністю лікувальна справа. Під час завершення навчання його починають цікавити ендокринологія як клінічна дисципліна та проблема цукрового діабету.
З 1986 починає працювати в Інститут ендокринології та обміну речовин імені В. П. Комісаренка АМН України. Саме тут під керівництвом академіка Єфімов Андрій Семенович, який був патріархом української ендокринології та засновником вітчизняної школи діабетології, почалося становлення Борис Микитовича як фахівця.
У 1990 році захистив під керівництвом академіка Андрія Семеновича Єфімова кандидатську дисертацію на тему: «Функціональний стан головного мозку та церебральної гемодинаміки у хворих цукровим діабетом» за спеціальністю «ендокринологія». А у 1997 докторську дисертацію на тему: «Ішемічний інсульт при цукровому діабеті (фактори ризику, механізми розвитку та особливості перебігу)» за спеціальністю «ендокринологія», науковий керівник академік А. С. Єфімов.
Пізніше Маньковський Б. М. працював в декількох найбільших закордонних медичних центрах. З 1992 по 1993 рік практикувався в Північно-Західному університеті Чикаго (штат Іллінойс, США) у відділенні ендокринології, діабету та метаболічних захворювань. З 2001—2002 роки працював в Університеті Маямі (Штат Флорида, США) під керівництвом професора Джея Скайлера — вченого світового рівня, колишнього президента Американської діабетичної асоціації.
З 1998 року працює завідувачем відділенням профілактичної діабетології Інституту ендокринології та обміну речовин імені В. П. Комісаренка НАМН України. З 2003—2009 рік — завідувач відділу профілактики та лікування цукрового діабету в Українському науково-практичному центрі ендокринної хірургії, трансплантації ендокринних органів і тканин МОЗ України.
У 2006 році отримав вчене звання професора. Президентом України присвоєно почесне звання заслуженого діяча науки і техніки України у 2008 році.
З 2009 року по теперішній час є завідувачем кафедри терапії, вік-асоційованих захворювань і діабетології Національної медичної академії післядипломної освіти ім. П. Л. Шупика.
У вересні 2010 року обраний член-кореспондентом НАМН України за спеціальністю «діабетологія».
З 2023 року — директор Інституту геронтології імені Д. Ф. Чеботарьова НАМН України.

## Наукові інтереси
Пов'язані з вивченням механізмів розвитку і розробкою методів лікування ускладнень цукрового діабету, таких як діабетична нейропатія, гострі і хронічні порушення мозкового кровообігу. В результаті цих досліджень вченим були встановлені нові механізми розвитку порушень церебрального кровообігу у хворих на цукровий діабет. Отримано нові дані по поширеності діабетичної нейропатії і запропонована нова схема лікування хворих на цукровий діабет. Великий цикл наукових робіт виконано Маньковським Б. М. з вивчення взаємозв'язку між цукровим діабетом і артеріальною гіпертензією, а також іншими проявами метаболічного синдрому. Їм знайдений взаємозв'язок між показниками чутливості тканин до інсуліну і рівнем артеріального тиску, порушеннями ліпідного обміну. Протягом 10 років займається вивченням механізмів розвитку цукрового діабету І типу на ранніх доклінічних стадіях. Описані порушення зі сторони імунологічного фенотипу лімфоцитів, а також співвідношення про- та антизапальних цитокинів при формуванні цукрового діабету 1 типу.
Професор Маньковський автор більше ніж 600 наукових праць, у тому числі 150 за кордоном, 10 монографій, з яких 2 опубліковані за кордоном (Канада, Сполучені Штати Америки).
До його основних наукових публікацій належать:
- «Impairment of visual evoked potentials in patients with diabetes mellitus» (1993);
- «The size of subcortical ischemic infarction in patients with and without diabetes mellitus» (1996);
- «Cerebrovascular disorders in patients with diabetes mellitus» (1996); «Impairment of cerebral autoregulation in diabetic patients with cardiovascular autonomic neuropathy and orthostatic hypotension» (2003);
- «Stroke in patients with diabetes mellitus» (2004);
- «Stroke and diabetes mellitus» (2009);
- «Treatment of symptomatic polyneuropathy with actovegin in type 2 diabetic patients» (2009);
- «Артериальная гипертензия и сердечно-сосудистый риск» (2009);
- «Лечение артериальной гипертензии у больных сахарным диабетом» (2009);
- «Роль гипергликемии в развитии микрососудистых и кардиоваскулярных осложнений сахарного диабета. Новые ответы на старые вопросы» (2010).

Професор Маньковський підготував 9 докторів та 15 кандидатів медичних наук.
Професор Маньковський був обраний до Президії Європейської асоціації з вивчення цукрового діабету (EASD). Обраний також членом Президії робочої групи з вивчення діабетичної нейропатії Європейської асоціації з вивчення цукрового діабету (Nerodiab).
Голова експертної проблемної комісії з ендокринології Національної медичної академії післядипломної освіти ім. П. Л. Шупика, член Президії Української асоціації ендокринологів, експерт Державного Експертного Центру Міністерства охорони здоров'я України з ендокриних препаратів, Голова Правління Української діабетологічної асоціації.
Є членом редакційної колегії науково-медичних журналів «Ендокринологія», «Проблеми ендокринної патології», "Journal of Diabetes Science and Technology" (США), «International Journal of Biomedicine» (США), «Міжнародний ендокринологічний журнал» та інші. Головний редактор журналу "Діабет Ожиріння Метаболічний синдром".
Професор Маньковський з кафедрою діабетології отримав грант на спільне наукове дослідження з Університетом міста Утрехт, Нідерланди, яке фінансується Європейською Фундацією з вивчення цукрового діабету: «Мозковий кровообіг, когнітивна дисфункція та розлади за даними МРТ у хворих на цукровий діабет 2 типу».

## Державні нагороди
- Орден князя Ярослава Мудрого V ст. (22 січня 2024) — за значні заслуги у зміцненні української державності, мужність і самовідданість, виявлені у захисті суверенітету та територіальної цілісності України, вагомий особистий внесок у розвиток різних сфер суспільного життя, сумлінне виконання професійного обов'язку[2]

## Патенти
1. Спосіб стимуляції блукаючого нерва у хворих з важким ступенем діабетичного гастропарезу. Костіцька І. О., Гриневич Р. Й., Шаповал О. А. Реєстраційний номер патенту — 105459
2. Спосіб немедикаментозного лікування діабетичного гастропарезу. Костіцька І. О., Гриневич Р. Й., Шаповал О. А. Реєстраційний номер патенту — 105458
3. Спосіб ранньої діагностики гастропарезу у хворих на цукровий діабет. Костіцька І. О., Шаповал О. А. Реєстраційний номер патенту — 83121
4. Спосіб визначення термінів клінічної маніфестації ЦД1 типу у дітей та підлітків з обтяженою спадковістю. Попова В. В., Зак К. П. Реєстраційний номер патенту — 93712
5. Спосіб визначення стадій і їх тривалості при доклінічному розвитку цукрового діабету 1 типу у дітей та підлітків з обтяженою спадковістю. Попова В. В., Зак К. П., Тронько М. Д. Реєстраційний номер патенту — 83121
6. Спосіб діагностики порушення мозкового кровобігу у хворих на цукровий діабет. Михайличенко Т. Є., Добровинська О. В., Абашин О. Г. Реєстраційний номер патенту — 43448